# Pedro de Aragón (1275-1296)
Pedro de Aragón (1275 - Tordehumos, Valladolid, España, 25 de agosto de 1296) fue infante de Aragón y Lugarteniente de Cataluña entre 1285 y 1296, durante el reinado de su hermano, el rey Alfonso III de Aragón.

## Biografía
Era el hijo menor de Pedro III de Aragón y de la reina Constanza II de Sicilia, y hermano de los reyes Alfonso III y Jaime II.
El 28 de agosto de 1295 contrajo matrimonio con Guillerma II de Montcada, hija de Gastón VII de Bearn, que anteriormente había estado prometida, aunque los compromisos fueron rotos, con Alfonso Manuel, hijo del infante Manuel de Castilla y nieto de Fernando III el Santo, y también con el infante Sancho que reinaría con el nombre de Sancho IV de Castilla.
Guillerma poseía un inmenso patrimonio, más de trescientas caballerías y enormes latifundios. A la hora de su muerte y por carecer de herederos, donó todo su patrimonio a la Corona de Aragón. En su tiempo fue la ricahembra más poderosa del reino de Aragón. 
Murió de peste el 25 de agosto de 1296 en la villa vallisoletana de Tordehumos, sin descendencia.

## Sepultura
El infante Pedro murió de peste en la villa vallisoletana de Tordehumos el día 25 de agosto de 1296. Su cuerpo fue llevado a sepultar en el desaparecido Convento de San Francisco de Zaragoza, que él había fundado. Recibió sepultura en el Convento el día 17 de octubre de 1296, al que había donado todas sus joyas y los ornamentos de su capilla privada. El monasterio y el sepulcro fueron destruidos durante los Sitios de Zaragoza, ocurridos durante la Guerra de la Independencia. El edificio monacal quedó tan mal parado que hubo que demolerlo. En el solar donde se encontraba el cenobio se encuentra hoy la Diputación Provincial.  
En el mismo convento tenían su sepultura la reina Teresa de Entenza, primera esposa de Alfonso IV el Benigno, y varios de los hijos nacidos de su unión con el rey aragonés, como los infantes Sancho e Isabel.
Algunas fuentes señalan no obstante, que los restos del infante Pedro fueron trasladados años después de su muerte al Monasterio de Poblet. No obstante, esta versión no ha podido ser respaldada por pruebas arqueológicas, ya que en Poblet no se tiene constancia de haber sido depositados allí los restos del hijo menor de Pedro III de Aragón. Es posible, no obstante, que en realidad sus despojos sí hubieran sido trasladados a Poblet y que en la actualidad, como tantos otros, se encuentren desaparecidos, dispersos o mezclados con los de otras personas reales que allí recibieron sepultura, todo ello a causa de los destrozos causados al Monasterio de Poblet en 1835, durante la Desamortización de Mendizábal y las Guerras Carlistas.
| Predecesor: Ninguno | Lugarteniente de Cataluña 1285 - 1296 | Sucesor: Pedro de Aragón (1355) |